# Saint-Pierre-d'Exideuil
Saint-Pierre-d'Exideuil é uma comuna francesa na região administrativa da Nova Aquitânia, no departamento de Vienne. Estende-se por uma área de 19,32 km². Em 2010 a comuna tinha 787 habitantes (densidade: 40,7 hab./km²).